# Гусєв Валентин Микитович
Валентин Микитович Гусєв (рос. Валентин Никитович Гусев; * 24 січня 1937, Вяки, Московська область) — радянський футболіст. Нападник, грав, зокрема за «Трудові резерви» (Луганськ), «Зеніт» (Ленінград), «Карпати» (Львів) і «Молдову» (Кишинів). Майстер спорту СРСР.

## Життєпис
Виступав за «Трудові резерви» (Луганськ), «Адміралтієць» (Ленінград), «Зеніт» (Ленінград), «Карпати» (Львів), «Молдову» (Кишинів), «Сільбуд» (Полтава).
Тренер у СДЮШОР «Кіровець» (Санкт-Петербург). Серед його вихованців, зокрема Микита Бочаров — гравець «Зеніта» (Санкт-Петербург) і юнацької збірної Росії.